# René Binder
René Binder (ur. 1 stycznia 1992 w Innsbrucku) – austriacki kierowca wyścigowy. Jest synem Franza – mistrz Austriackiej Formuły 3 z 1987 roku, oraz bratankiem Hansa – byłego kierowcy Formuły 1 z sezonów 1976-1977.

## Życiorys

### Formuła Master
Rene karierę rozpoczął w roku 2002, od startów w kartingu. W 2009 roku zadebiutował w serii wyścigów samochodów jednomiejscowych – Niemieckiej Formule Masters. Reprezentując ekipę Team Abt Sportsline, Binder trzykrotnie stawał na podium, a w końcowej klasyfikacji uplasował się na 7. miejscu.

### Formuła 3
W sezonie 2010 Austriak awansował do Niemieckiej Formuły 3. W zespole Motopark Academy, Rene trzykrotnie sięgał po punkty, na torze Nürburgring oraz Assen, gdzie w drugim starcie zajął najniższy stopień podium. Zdobyte punkty sklasyfikowały go na 12. pozycji.
W drugim roku startów René ścigał się w ekipie Jo Zellera. Wyniki Austriaka wyraźnie się poprawiły, bowiem siedmiokrotnie mieścił się w punktowanej ósemce, a podczas drugiego wyścigu, na torze Oschersleben, Binder po raz drugi w karierze dojechał na trzeciej lokacie. W klasyfikacji generalnej znalazł się na 8. miejscu.

### Seria GP2
W 2012 roku Austriak zadebiutował w serii GP2 plasując się na 31 miejscu. Rok później kontynuował starty z ekipą Venezuela GP Lazarus. W ciągu 22 wyścigów, w których wystartował, ani raz nie stawał na podium. Z dorobkiem jedenastu punktów uplasował się na 23 pozycji w klasyfikacji generalnej.
Na sezon 2014 Austriak podpisał kontrakt z brytyjską ekipą Arden International w GP2. Wystartował łącznie w 22 wyścigach i dwukrotnie zdobywał punkty - podczas rundy na torze w Bahrajnie uplasował się na dziewiątej i ósmej pozycji. Uzbierał łącznie trzy punkty, które zapewniły mu 25. miejsce w końcowej klasyfikacji kierowców.
W roku 2016 Rene przeniósł się do włoskiej ekipy Trident Racing. Spisał się jednak bardzo słabo na tle swojego zespołowego partnera Raffaele Marciello. Podczas gdy Włoch stawał na podium, Binder ani razu nie zdobył punktów. Po rundzie na węgierskim torze Hungaroring został zastąpiony przez Szweda Gustava Malję. Do serii powrócił na eliminację rozegraną na włoskiej Monzy dzięki zespołowi MP Motorsport, w którym zastąpił kontuzjowanego Holendra Daniela de Jonga. Był to udany występ, w którym zmagania zakończył odpowiednio na dziesiątej i ósmej lokacie. W pozostałych wyścigach jednak nie powiodła mu się ponownie ta sztuka. Dwa punkty sklasyfikowały go na 22. pozycji.

### Formuła Renault 3.5
W sezonie 2015 Binder zadebiutował w Formule Renault 3.5, zaliczając jednorazowy występ. W hiszpańskiej ekipie Pons Racing zastąpił Brytyjczyka Willa Bratta. Na niemieckim torze Nürburgring linię mety przeciął odpowiednio na trzynastej i ósmej pozycji. Dzięki czterem punktom zmagania zakończył na 22. miejscu.

## Wyniki

### GP2
| Legenda oznaczeń w tabelach wyników Wyświetl szablon na nowej stronie | Legenda oznaczeń w tabelach wyników Wyświetl szablon na nowej stronie                                                                     |
| Oznaczenie                                                            | Wyjaśnienie |
| --------------------------------------------------------------------- | --- |
| Złoty                                                                 | Zwycięzca lub mistrzostwo |
| Srebrny                                                               | 2. miejsce lub wicemistrzostwo |
| Brązowy                                                               | 3. miejsce lub II wicemistrzostwo |
| Zielony                                                               | Ukończył, punktował (w klasyfikacji generalnej, gdy zdobył co najmniej jeden punkt na przestrzeni sezonu, poza trzema powyższymi opcjami) |
| Niebieski                                                             | Ukończył, nie punktował (w klasyfikacji generalnej, gdy nie zdobył co najmniej jednego punktu na przestrzeni sezonu)                      |
| Czerwony                                                              | Nie zakwalifikował się (NZ) |
| Czerwony                                                              | Nie prekwalifikował się (NPK) |
| Różowy                                                                | Nie ukończył (NU) |
| Różowy                                                                | Niesklasyfikowany (NS) (w klasyfikacji generalnej, gdy nie został sklasyfikowany w żadnym wyścigu sezonu)                                 |
| Czarny                                                                | Zdyskwalifikowany (DK) |
| Czarny                                                                | Wykluczony (WYK/EX) |
| Biały                                                                 | Nie wystartował (NW) |
| Biały                                                                 | Kontuzjowany (K/INJ) |
| Biały                                                                 | Wyścig odwołany (OD/C) |
| Bez koloru                                                            | Został wycofany (WYC/WD) |
| Bez koloru                                                            | Nie przybył (NP/DNA) |
| Bez koloru                                                            | Nie brał udziału w treningach (NT/DNP) |
| Bez koloru                                                            | Nie został zgłoszony (–) |
| Pogrubienie                                                           | Start z pole position |
| Kursywa                                                               | Najszybsze okrążenie wyścigu |
| †                                                                     | Nie ukończył, ale jego rezultat został zaliczony ze względu na przejechanie więcej niż 90% dystansu wyścigu.                              |
| *                                                                     | Sezon w trakcie |
| 1/2/3                                                                 | Punktowana pozycja w sprincie |
| Lista systemów punktacji Formuły 1                                    | |

| Rok  | Zespół               | Wyniki w poszczególnych eliminacjach | Wyniki w poszczególnych eliminacjach | Wyniki w poszczególnych eliminacjach | Wyniki w poszczególnych eliminacjach | Wyniki w poszczególnych eliminacjach | Wyniki w poszczególnych eliminacjach | Wyniki w poszczególnych eliminacjach | Wyniki w poszczególnych eliminacjach | Wyniki w poszczególnych eliminacjach | Wyniki w poszczególnych eliminacjach | Wyniki w poszczególnych eliminacjach | Wyniki w poszczególnych eliminacjach | Wyniki w poszczególnych eliminacjach | Wyniki w poszczególnych eliminacjach | Wyniki w poszczególnych eliminacjach | Wyniki w poszczególnych eliminacjach | Wyniki w poszczególnych eliminacjach | Wyniki w poszczególnych eliminacjach | Wyniki w poszczególnych eliminacjach | Wyniki w poszczególnych eliminacjach | Wyniki w poszczególnych eliminacjach | Wyniki w poszczególnych eliminacjach | Wyniki w poszczególnych eliminacjach | Wyniki w poszczególnych eliminacjach | Punkty | Pozycja |
| ---- | -------------------- | ------------------------------------ | ------------------------------------ | ------------------------------------ | ------------------------------------ | ------------------------------------ | ------------------------------------ | ------------------------------------ | ------------------------------------ | ------------------------------------ | ------------------------------------ | ------------------------------------ | ------------------------------------ | ------------------------------------ | ------------------------------------ | ------------------------------------ | ------------------------------------ | ------------------------------------ | ------------------------------------ | ------------------------------------ | ------------------------------------ | ------------------------------------ | ------------------------------------ | ------------------------------------ | ------------------------------------ | ------ | ------- |
| 2012 | Venezuela GP Lazarus | MAL                                  | MAL                                  | BHR                                  | BHR                                  | BHR                                  | BHR                                  | ESP                                  | ESP                                  | MON                                  | MON                                  | VAL                                  | VAL                                  | GBR                                  | GBR                                  | DEU                                  | DEU                                  | HUN                                  | HUN                                  | BEL                                  | BEL                                  | ITA                                  | ITA                                  | SIN                                  | SIN                                  | 0      | 31      |
| 2012 | Venezuela GP Lazarus | –                                    | –                                    | –                                    | –                                    | –                                    | –                                    | –                                    | –                                    | –                                    | –                                    | –                                    | –                                    | –                                    | –                                    | –                                    | –                                    | –                                    | –                                    | 19                                   | 17                                   | 17                                   | 13                                   | NU                                   | NU                                   | 0      | 31      |
| 2013 | Venezuela GP Lazarus | MAL                                  | MAL                                  | BHR                                  | BHR                                  | ESP                                  | ESP                                  | MON                                  | MON                                  | GBR                                  | GBR                                  | DEU                                  | DEU                                  | HUN                                  | HUN                                  | BEL                                  | BEL                                  | ITA                                  | ITA                                  | SIN                                  | SIN                                  | ARE                                  | ARE                                  |                                      |                                      | 11     | 23      |
| 2013 | Venezuela GP Lazarus | 11                                   | 8                                    | 18                                   | 25                                   | 20                                   | 19                                   | 7                                    | 6                                    | 16                                   | 13                                   | 20                                   | 10                                   | 22                                   | 13                                   | NW                                   | 20                                   | 16                                   | 14                                   | 18                                   | 9                                    | 15                                   | 16                                   |                                      |                                      | 11     | 23      |
| 2014 | Arden International  | BHR                                  | BHR                                  | ESP                                  | ESP                                  | MON                                  | MON                                  | AUT                                  | AUT                                  | GBR                                  | GBR                                  | DEU                                  | DEU                                  | HUN                                  | HUN                                  | BEL                                  | BEL                                  | ITA                                  | ITA                                  | RUS                                  | RUS                                  | ARE                                  | ARE                                  |                                      |                                      | 3      | 25      |
| 2014 | Arden International  | 9                                    | 8                                    | 15                                   | NU                                   | NU                                   | 20                                   | 12                                   | 12                                   | 24                                   | 19                                   | 11                                   | 22                                   | 20                                   | 14                                   | NU                                   | 23                                   | 20                                   | NU                                   | 23                                   | NU                                   | NU                                   | 23                                   |                                      |                                      | 3      | 25      |
| 2015 |                      | BHR                                  | BHR                                  | ESP                                  | ESP                                  | MON                                  | MON                                  | AUT                                  | AUT                                  | GBR                                  | GBR                                  | HUN                                  | HUN                                  | BEL                                  | BEL                                  | ITA                                  | ITA                                  | RUS                                  | RUS                                  | BHR                                  | BHR                                  | ARE                                  |                                      |                                      |                                      | 2      | 22      |
| 2015 | Trident              | 17                                   | NU                                   | 22                                   | NU                                   | 11                                   | 16                                   | 17                                   | 14                                   | 17                                   | 18                                   | 23                                   | 24                                   | –                                    | –                                    | –                                    | –                                    | –                                    | –                                    | –                                    | –                                    | –                                    |                                      |                                      |                                      | 2      | 22      |
| 2015 | MP Motorsport        | –                                    | –                                    | –                                    | –                                    | –                                    | –                                    | –                                    | –                                    | –                                    | –                                    | –                                    | –                                    | –                                    | –                                    | 10                                   | 8                                    | 16                                   | NU                                   | 20                                   | NU                                   | 14                                   |                                      |                                      |                                      | 2      | 22      |
| 2016 |                      | ESP                                  | ESP                                  | MON                                  | MON                                  | AZE                                  | AZE                                  | AUT                                  | AUT                                  | GBR                                  | GBR                                  | HUN                                  | HUN                                  | GER                                  | GER                                  | BEL                                  | BEL                                  | ITA                                  | ITA                                  | MAL                                  | MAL                                  | ARE                                  | ARE                                  |                                      |                                      | 0      | 23      |
| 2016 | ART Grand Prix       | –                                    | –                                    | –                                    | –                                    | –                                    | –                                    | 16                                   | 15                                   | –                                    | –                                    | –                                    | –                                    | –                                    | –                                    | –                                    | –                                    | –                                    | –                                    | –                                    | –                                    | –                                    | –                                    |                                      |                                      | 0      | 23      |
| 2016 | Carlin               | –                                    | –                                    | –                                    | –                                    | –                                    | –                                    | –                                    | –                                    | –                                    | –                                    | –                                    | –                                    | 13                                   | 15                                   | –                                    | –                                    | –                                    | –                                    | –                                    | –                                    | –                                    | –                                    |                                      |                                      | 0      | 23      |

### Formuła Renault 3.5
| Legenda oznaczeń w tabelach wyników Wyświetl szablon na nowej stronie | Legenda oznaczeń w tabelach wyników Wyświetl szablon na nowej stronie                                                                     |
| Oznaczenie                                                            | Wyjaśnienie |
| --------------------------------------------------------------------- | --- |
| Złoty                                                                 | Zwycięzca lub mistrzostwo |
| Srebrny                                                               | 2. miejsce lub wicemistrzostwo |
| Brązowy                                                               | 3. miejsce lub II wicemistrzostwo |
| Zielony                                                               | Ukończył, punktował (w klasyfikacji generalnej, gdy zdobył co najmniej jeden punkt na przestrzeni sezonu, poza trzema powyższymi opcjami) |
| Niebieski                                                             | Ukończył, nie punktował (w klasyfikacji generalnej, gdy nie zdobył co najmniej jednego punktu na przestrzeni sezonu)                      |
| Czerwony                                                              | Nie zakwalifikował się (NZ) |
| Czerwony                                                              | Nie prekwalifikował się (NPK) |
| Różowy                                                                | Nie ukończył (NU) |
| Różowy                                                                | Niesklasyfikowany (NS) (w klasyfikacji generalnej, gdy nie został sklasyfikowany w żadnym wyścigu sezonu)                                 |
| Czarny                                                                | Zdyskwalifikowany (DK) |
| Czarny                                                                | Wykluczony (WYK/EX) |
| Biały                                                                 | Nie wystartował (NW) |
| Biały                                                                 | Kontuzjowany (K/INJ) |
| Biały                                                                 | Wyścig odwołany (OD/C) |
| Bez koloru                                                            | Został wycofany (WYC/WD) |
| Bez koloru                                                            | Nie przybył (NP/DNA) |
| Bez koloru                                                            | Nie brał udziału w treningach (NT/DNP) |
| Bez koloru                                                            | Nie został zgłoszony (–) |
| Pogrubienie                                                           | Start z pole position |
| Kursywa                                                               | Najszybsze okrążenie wyścigu |
| †                                                                     | Nie ukończył, ale jego rezultat został zaliczony ze względu na przejechanie więcej niż 90% dystansu wyścigu.                              |
| *                                                                     | Sezon w trakcie |
| 1/2/3                                                                 | Punktowana pozycja w sprincie |
| Lista systemów punktacji Formuły 1                                    | |

| Rok  | Zespół      | Wyniki w poszczególnych eliminacjach | Wyniki w poszczególnych eliminacjach | Wyniki w poszczególnych eliminacjach | Wyniki w poszczególnych eliminacjach | Wyniki w poszczególnych eliminacjach | Wyniki w poszczególnych eliminacjach | Wyniki w poszczególnych eliminacjach | Wyniki w poszczególnych eliminacjach | Wyniki w poszczególnych eliminacjach | Wyniki w poszczególnych eliminacjach | Wyniki w poszczególnych eliminacjach | Wyniki w poszczególnych eliminacjach | Wyniki w poszczególnych eliminacjach | Wyniki w poszczególnych eliminacjach | Wyniki w poszczególnych eliminacjach | Wyniki w poszczególnych eliminacjach | Wyniki w poszczególnych eliminacjach | Punkty | Pozycja |
| ---- | ----------- | ------------------------------------ | ------------------------------------ | ------------------------------------ | ------------------------------------ | ------------------------------------ | ------------------------------------ | ------------------------------------ | ------------------------------------ | ------------------------------------ | ------------------------------------ | ------------------------------------ | ------------------------------------ | ------------------------------------ | ------------------------------------ | ------------------------------------ | ------------------------------------ | ------------------------------------ | ------ | ------- |
| 2015 | Pons Racing | ARA                                  | ARA                                  | MON                                  | BEL                                  | BEL                                  | HUN                                  | HUN                                  | AUT                                  | AUT                                  | UK                                   | UK                                   | DEU                                  | DEU                                  | FRA                                  | FRA                                  | JER                                  | JER                                  | 4      | 22      |
| 2015 | Pons Racing | –                                    | –                                    | –                                    | –                                    | –                                    | –                                    | –                                    | –                                    | –                                    | –                                    | –                                    | 13                                   | 8                                    | –                                    | –                                    | –                                    | –                                    | 4      | 22      |

### Podsumowanie
| Sezon | Seria               | Zespół                | Wyścigi | Zwycięstwa | PP | NO | Podium | Punkty | Pozycja |
| ----- | ------------------- | --------------------- | ------- | ---------- | -- | -- | ------ | ------ | ------- |
| 2009  | ADAC Formel Masters | Team Abt Sportsline   | 16      | 0          | 0  | 1  | 3      | 90     | 7       |
| 2010  | ATS Formel 3 Cup    | Motopark Academy      | 18      | 0          | 0  | 0  | 1      | 12     | 12      |
| 2011  | ATS Formel 3 Cup    | Jo Zeller Racing      | 16      | 0          | 0  | 0  | 1      | 26     | 8       |
| 2011  | Formuła 2           | MotorSport Vision     | 2       | 0          | 0  | 0  | 0      | 0      | 28      |
| 2012  | ATS Formel 3 Cup    | Van Amersfoort Racing | 27      | 3          | 0  | 1  | 7      | 191    | 6       |
| 2012  | Seria GP2           | Venezuela GP Lazarus  | 6       | 0          | 0  | 0  | 0      | 0      | 31      |
| 2013  | Seria GP2           | Venezuela GP Lazarus  | 22      | 0          | 0  | 0  | 0      | 11     | 23      |
| 2014  | Seria GP2           | Arden International   | 22      | 0          | 0  | 0  | 0      | 3      | 25      |
| 2015  | Seria GP2           | Trident               | 19      | 0          | 0  | 0  | 0      | 2      | 22      |
| 2015  | Seria GP2           | MP Motorsport         | 19      | 0          | 0  | 0  | 0      | 2      | 22      |
| 2015  | Formuła Renault 3.5 | Pons Racing           | 2       | 0          | 0  | 0  | 0      | 4      | 22      |
| 2016  | Seria GP2           | ART Grand Prix        | 4       | 0          | 0  | 0  | 0      | 0      | 23      |
| 2016  | Seria GP2           | Carlin                | 4       | 0          | 0  | 0  | 0      | 0      | 23      |
| 2016  | Formuła V8 3.5      | Lotus                 | 18      | 0          | 0  | 0  | 5      | 161    | 7       |